# 康塞普西翁·帕雷德斯
玛丽亚·康塞普西翁·帕雷德斯·塔马约（西班牙語：María Concepción Paredes Tamayo，1970年7月19日—2019年6月22日），出生于帕伦西亚，西班牙田径运动员，专项为三级跳远。她曾代表西班牙参加1996年夏季奥运会三级跳远比赛。